# Aeroportul Kimwarer
Aeroportul Kimwarer (IATA: KRV, ICAO: nicio valoare) este un aeroport din Kenya ce deservește zona Kimwarer⁠(d). A fost numit după zona deservită.
Situat la o altitudine de 1.433 m, aeroportul dispune de o singură pistă.